# Paranerita metapyrioides
Paranerita metapyrioides är en fjärilsart som beskrevs av Rothschild 1916. Paranerita metapyrioides ingår i släktet Paranerita och familjen björnspinnare. Inga underarter finns listade i Catalogue of Life.